# Bours (Altos Pirineos)
 Bours  es una comuna y población de Francia, en la región de Mediodía-Pirineos, departamento de Altos Pirineos, en el distrito de Tarbes y cantón de Aureilhan.

## Demografía
| 368 | 371 | 524 | 547 | 602 | 715 | 715 |
| Para los censos de 1962 a 1999 la población legal corresponde a la población sin duplicidades (Fuente: INSEE [Consultar]) |     |     |     |     |     |     |